# チェンバーズバーグ (ペンシルベニア州)
チェンバーズバーグ（英: Chambersburg）は、アメリカ合衆国ペンシルベニア州の町（ボロ）。フランクリン郡の郡庁所在地である。人口は2万1903人（2020年）。州都ハリスバーグの南西84キロメートルに位置している。フランクリン郡全体を含むチェンバーズバーグ都市圏の中核である。
チェンバーズバーグとなった地域への入植は、コノコチーグ・クリークと現在は町の中心を流れるフォーリングスプリング・クリークの合流点に水車小屋が建てられた1730年に始まった。その歴史には、フレンチ・インディアン戦争、ウィスキー税反乱、ジョン・ブラウンによるハーパーズ・フェリー襲撃、南北戦争に関わるエピソードがある。南北戦争の間に南軍によって焼き討ちされた北部では唯一の主要な町だった。
チェンバーズバーグは、マッコネルズバーグとゲティスバーグの間ではリンカーン・ハイウェイ、アメリカ国道30号線、シッペンズバーグとメリーランド州ヘイガーズタウンの間ではアメリカ国道11号線、モリー・ピッチャー・ハイウェイが通っている。州間高速道路81号線が町の東を回っている。アメリカ国道30号線を介してフィラデルフィアとピッツバーグ両市のほぼ中間にあり、フィラデルフィアのような平坦な地形と、ピッツバーグのような山がちの地形の双方が融合する所にある。

## 歴史

### ヨーロッパ人による開拓
18世紀にこの地域に住み、あるいは狩猟をしていたインディアンには、イロコイ族、レナペ族、ショーニー族がいた。「フォーリングスプリング」にスコットランド・アイルランド系移民のベンジャミン・チェンバーズが初めて入植し、フォーリングスプリング・クリークがコノコチーグ・クリークに合流する場所にあった当時は26フィート (7.9 m) の落差があった滝の所に、製粉所と製材所を造って運営を始めた。このクリークが水車に動力を与え、開拓地は「フォーリングスプリング」と呼ばれた。
1734年3月30日、チェンバーズはペン家の代表者から400エーカーの土地について「ブランストン免許」を発行されたが、この地域のヨーロッパ人開拓地は、この土地の領有を主張していたインディアン部族の全てが署名していたわけではなかったので、フレンチ・インディアン戦争を終わらせた条約が成立するまで法的な問題があった。ペン家はメリーランド植民地との境界紛争に関わる訴訟で有利にするために、この地域への入植を奨励した。その境界紛争はクレサップの戦争と呼ばれる敵対関係に発展した。この紛争が決着したのは1767年になってからであり、メイソン＝ディクソン線と呼ばれる境界線を測量した。チェンバーズはペン家の主張を支持するためにイングランドに行って証言した。インディアンとの和平を維持するために、ヨーロッパ人開拓者が近くの地域から排除されることもあった。1750年5月、ベンジャミン・チェンバーズが近くのバーント・キャビンズ（燃やされた小屋）から開拓者を排除する動きに加わった。そこはこの出来事からこのような地名ができた。
この地域は正式にチェスター郡、後にランカスター郡、さらにカンバーランド郡に属し、最後は1784年に新設されたフランクリン郡に属するようになった。
フィラデルフィアとシェナンドー渓谷を結ぶグレート・ワゴン道路が近くを通った。1744年、ハリスズフェリー、カーライル、シッペンズバーグ、チェンバーズバーグを通ってポトマック川まで完成した。

「フィラデルフィアまでのグレート・ワゴン道路」を載せた1751年のフライ-ジェファーソン地図

1748年、インディアンに対する防御のために地元で民兵隊が結成され、ベンジャミン・チェンバーズがその隊長、大佐に指名された。
フレンチ・インディアン戦争の間、チェンバーズバーグはその前線になった。地域の人口は戦争が始まった1755年に約3,000人だったものが300人にまで急減し、開拓者の大半は和平条約が締結された1764年まで戻らなかった。ベンジャミン・チェンバーズが戦中に自ら石造りの砦を建設し、4ポンド砲2門を装備した。砦の近くで戦闘が起こった。チェンバーズの砦は防御が軽かったので、当局は大砲がインディアンに奪われて他の砦に対して使われるのを防ぐために、大砲を取り去ろうとした。その試みが失敗し、大砲のうち1門は1840年の独立記念日を祝うために使われた。ピット砦に向かうフォーブス道路などの道が近くを通った。フォーブス道路はピッツバーグとフィラデルフィアを結ぶ幹線道に発展し、さらに後にはアメリカ国道30号線となった。チェンバーズバーグはフォーブス道路とグレート・ワゴン道路の交わる点にある交通の中心として発展した。
フレンチ・インディアン戦争の後も戦闘が続いた。有名なのがポンティアックの反乱の間に起きたエノク・ブラウン学校虐殺であり、またラウドン砦でのイギリス軍に対するブラックボーイズの反乱だった。
最初の開拓者はスコットランド・アイルランド系の長老派教会員であり、その後には間もなくドイツ人プロテスタントが続いた。クエーカー教徒とイングランドのプロテスタントがペンシルベニアの初期開拓者では大きな比率を占めていたが、チェンバーズバーグのある西部まで動いては来なかった。チェンバーズバーグの開拓初期から黒人が住んでいた。ベンジャミン・チェンバーズもフレンチ・インディアン戦争より前の時期から黒人女性の奴隷を所有しており、1786年には課税される資産として20人の奴隷が記録されていた。
最初期の教会は1734年にスコットランド・アイルランド系長老派教会員が建てたものだった。チェンバーズが1768年に教徒に土地を与え、年間家賃として1本の薔薇のみを要求した。後に第一ルーテル教会(1780年）とザイオン改革派教会（1780年組織化）に、同じ条件で土地を与えた。これらの教会は「薔薇家賃教会」と呼ばれるようになった。カトリックの地域社会は1785年に組織された。ユダヤ人墓地の歴史は1840年に始まった。マウントモリア第一アフリカン・バプテスト教会は1887年にできた。
チェンバーズバーグの町の区画割りは1764年に決められ、ベンジャミン・フランクリンの新聞「ペンシルベニア・ガゼット」の7月19日に版に販売広告が打たれた。
コーンゴギグ・クリーク沿い、グレート・フォーリングスプリングの両岸、滝が前記クリークに注ぐ所で、カンバーランド郡のベンジャミン・チェンバーズが町の区画割りを決めたことを、ここに公開する。各区画は合理的な条件にあり、前記チェンバーズによって確とした土地証書が出される。前記区画の抽選に指定された日は6月28日、木曜日である。この町の状態は、水と石は無料で良好であり、良い製粉所、製材所、碾き臼が水力で動かされる。町に関する記事は区画の抽選に指定された日に読まれるべきであり、販売条件は私が掲載する—ベンジャミン・チェンバーズ

### 1775年–1858年

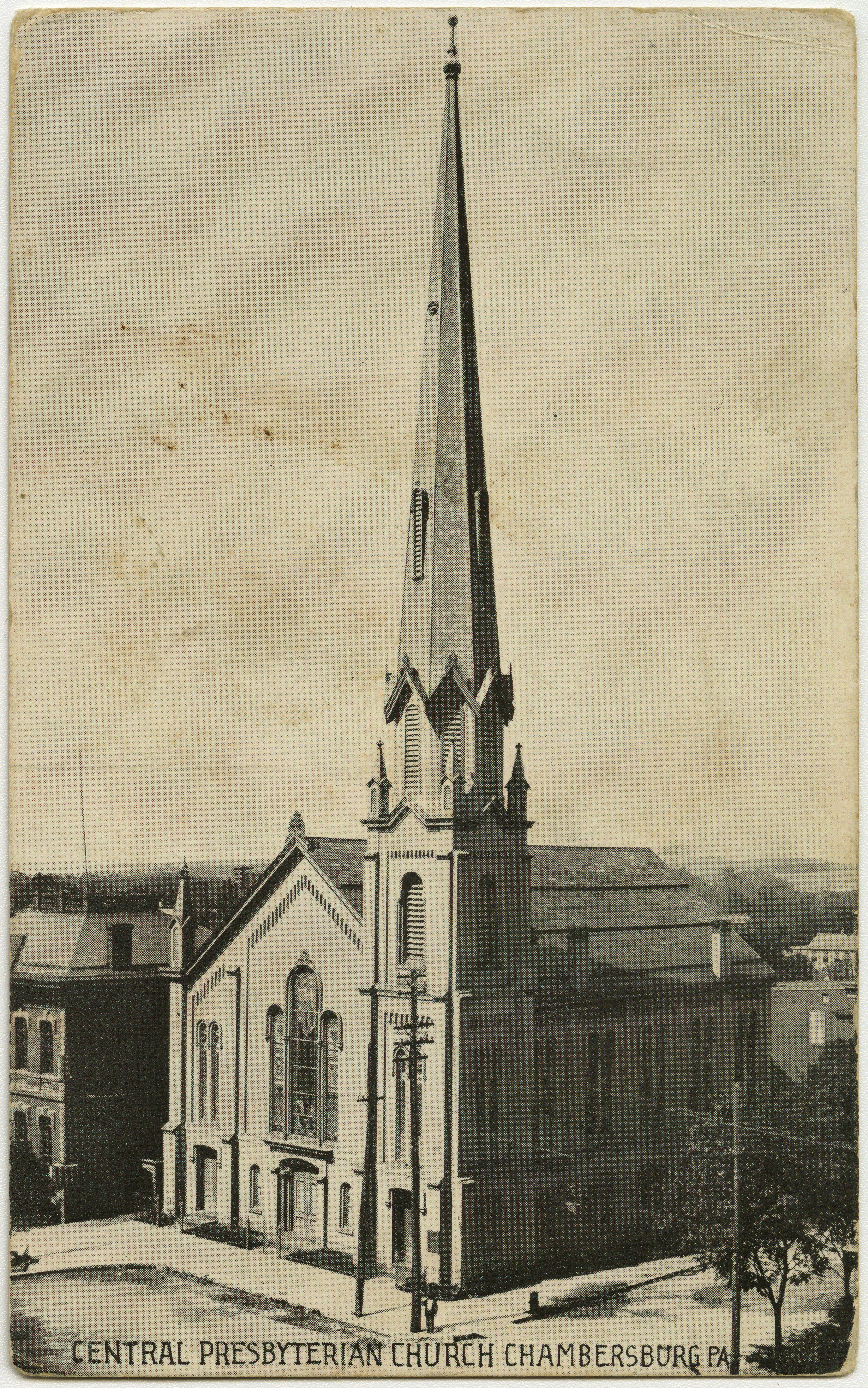
中央長老派教会、ダイアモンド（町の広場）に建つ、古い絵葉書より

1775年6月、レキシントン・コンコードの戦いから間もなく、地元の兵隊がベンジャミン・チェンバーズの長男、ジェイムズ・チェンバーズ大尉の指揮下にアメリカ独立戦争でイギリス軍と戦うために、ペンシルベニア第1連隊の一部として立ちあげられた。これらの兵士はボストン包囲戦に加わった最初のニューイングランド人ではない者となり、1775年8月7日にボストンに到着した。ジェイムズ・チェンバーズはこの戦争の7年間戦い、1776年9月26日には大陸軍の大佐まで昇進した。その弟達、ウィリアムとベンジャミン・ジュニアの2人は、それぞれ戦争の多くで従軍し、大尉に昇進した。ジェイムズ・チェンバーズはロングアイランドの戦い、ホワイト・プレインズの戦い、トレントンの戦い、プリンストンの戦い、ブランディワインの戦い、ジャーマンタウンの戦い、モンマスの戦いでペンシルベニアの部隊を指揮した。ブルックリンから退却するときには殿軍に加わり、ブランディワインの戦いでは、クヌプハウゼン将軍指揮下のドイツ傭兵部隊と対峙しているときに負傷した。
ウィスキー税反乱のとき、地元市民は反乱を支持する姿勢を見せるために自由の柱を立て、反乱を鎮めるための兵士の徴兵に抗議した。それでもこれらの市民はタウンミーティングで非難され、翌日には自由の柱も除去された。ジョージ・ワシントン大統領は反乱に対してアメリカ陸軍を率いているときに、カーライルからベドフォードに向かう途中で町を通り、1794年10月12日の一夜を過ごした。伝説に拠れば、ワシントンは独立戦争のときにペンシルベニアの部隊にいた軍医のロバート・ジョンソン博士の家に泊まったことになっている。この行軍は、現職のアメリカ合衆国大統領が自ら野戦で軍隊を率いたことで、これまで2回しかなかった機会の1つである。もう1つの機会とは、米英戦争のときにイギリス軍がワシントンD.C.を占領し、ジェームズ・マディソン大統領が逃げ出した後のことだった。ワシントンはヘンリー・"ライトホース・ハリー"・リー将軍の指揮でベドフォードからピッツバーグに向けて軍隊を派遣した後、10月21日から26日の間にチェンバーズバーグを通って戻った。ジェイムズ・チェンバーズはこのウィスキー税反乱の時に民兵隊の准将に指名された。
チェンバーズバーグは1803年3月21日に法人化され、州議会が正式な政府を樹立したときに郡庁所在地と宣言された。初代の郡庁舎は1784年にダイアモンド（町の広場）にあるジャックの酒場だった。恒久的な郡庁舎が1793年に建てられ、初代郡監獄は1795年に建設された。「旧監獄」は1818年に建てられ、1864年の火事も生き延び、ペンシルベニア州では最古の監獄舎となっている。元々は保安官の宿舎として使われ、1971年まで現役だったので、州内でも最も長く連続して使われた獄舎となった。今日、旧監獄は博物館となり、フランクリン郡キトックティニー歴史協会が入っている。郡の絞首台が今もその庭に残っている。
チェンバーズバーグの町が成長したのは、まずピッツバーグに至るフォーブス道路の出発点として交通の中心と言う位置づけにあったことに大きく負うていた。1803年、アメリカ合衆国議会がチェンバーズバーグをフィラデルフィア・ピッツバーグ郵便道路に置いた。この道路は1811年にチェンバーズバーグ・ベドフォード・ターンパイクとして再建された。カンバーランド・バレー道路が1837年に建設され、それから100年間近くも地域の経済活動の中心となった。ペンシルバニア鉄道の本線が1857年に完成するまで、ピッツバーグからフィラデルフィアに至る最速のルートはピッツバーグからチェンバーズバーグまで駅馬車で行き、それからフィラデルフィアまで列車に乗り換える方法だった。

### 南北戦争時代

#### 地下鉄道 / ジョン・ブラウン

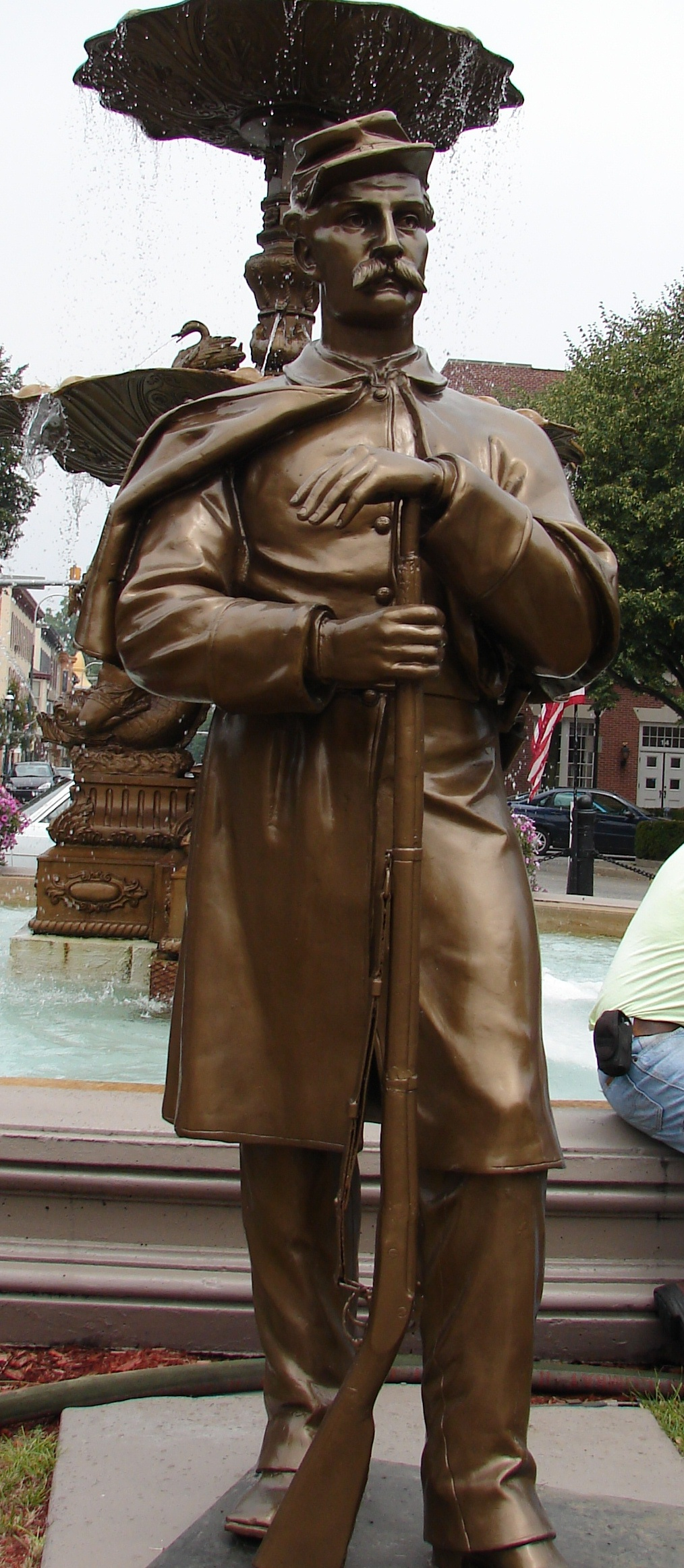
メインスクエアにある北軍兵士の彫像

1859年までに、チェンバーズバーグは地下鉄道 (秘密結社)の停車駅になっていた。ジョン・ブラウンが1859年6月から10月までメアリー・リトナーの下宿屋の2階に滞在し、ハーパーズ・フェリー襲撃の準備をした。その襲撃に加わった仲間の数人もその家に滞在し、その内4人が捕獲を免れ、襲撃の後の短期間、この家を訪問した。この家は現在もキング通り東225に残っている。ブラウンはチェンバーズバーグにいる間に鉄鉱山開発社のアイザック・スミスだと偽り、鉱山のための器具だという見せかけで武器を購入し、蓄えていた。
ブラウン（ジョン・スミスという名前を使っていた）とジョン・ヘンリ・カギは、町の外で放棄されていた石切り場で、奴隷制度廃止運動家のフレデリック・ダグラスとシールズ・グリーンと会見し、8月19日の襲撃について議論した。ダグラスの証言に拠れば、ブラウンは計画していた襲撃の詳細を説明し、ダグラスはそれを止めるよう進言した。ダグラスは支持者からの10ドルも渡し、後に襲撃に加わったグリーンを助けてブラウンの居場所を突き止めた。

#### 南軍による占領の最初の2回、選択的焼き討ち
南北戦争の1862年10月10日、南軍のJ・E・B・スチュアート少将が1,800名の騎兵と共にチェンバーズバーグを襲い、資産価値25万ドル相当の鉄道設備を破壊し、500門の大砲、数百党の馬、少なくとも「8人の若い有色人と少年」を捕獲した。しかし、襲撃の主要な目標の1つは達成できなかった。すなわち、町の北5マイル (8 km)、スコットランドのコノコチーグ・クリークに架かる鉄道橋を燃やせなかったことだった。
1863年のゲティスバーグ方面作戦の初期、アルバート・G・ジェンキンス准将指揮下のバージニア騎兵旅団がチェンバーズバーグを占領し、倉庫数棟、カンバーランド・バレー鉄道の建物、スコットランドの橋を燃やした。1863年6月24日から28日、南軍北バージニア軍の多くが、カーライルとゲティスバーグに向かう途中でチェンバーズバーグを通過し、ロバート・E・リー将軍が近くの農園にその作戦本部を置いた。

#### 町全体の焼き討ち
翌1864年、チェンバーズバーグは3回目の侵略を受け、ジュバル・アーリー中将がシェナンドー渓谷から派遣した騎兵隊が到着した。1864年7月30日、南軍のジョン・マコーズランド准将が、アメリカ通貨で50万ドル、あるいは金10万ドルを供出できなかったことへの報復として町の大部分が燃やされた。
火災を免れた数少ない建物のなかにフリーメイソンのテンプルがあり、南軍のフリーメイソン会員の命令で保護されていた。共和党の政治家で編集者のアレクサンダー・マクルアの家である「ノーランド」は、火事の中心からかなり北にあったにも拘わらず、これも燃やされた。
その後「チェンバーズバーグを忘れるな」が北軍の鬨の声になった。

ジョン・ブラウン、1859年
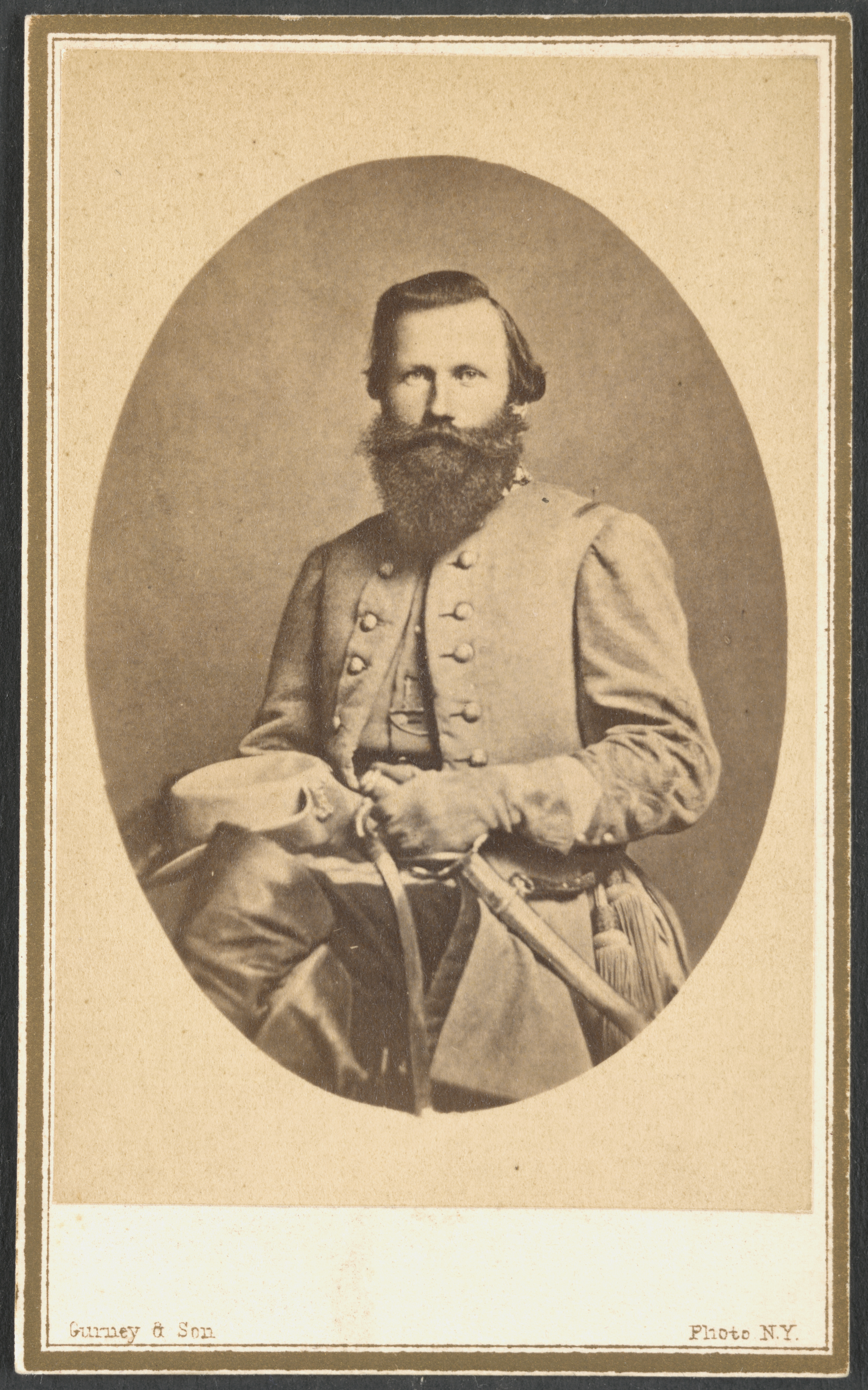
J・E・B・スチュアート
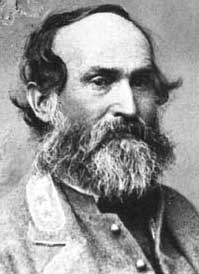
ジュバル・アーリー中将、チェンバーズバーグ焼き討ちを命じた

### 南北戦争の遺産

#### 戦犯と告発されたジュバル・アーリー将軍: アメリカ合衆国からの脱出
ジュバル・アーリー中将はチェンバーズバーグ焼き討ちを命じたことで戦争犯罪を告発された。1865年4月9日に北バージニア軍が降伏すると、アーリーは馬に乗ってテキサスに逃亡し、そこでまだ勢力を保っている南軍の部隊を見つけられることを期待した。さらにメキシコに逃亡し、そこからは船でキューバ、さらにカナダに渡った。トロント市で生活し、備忘録『アメリカ連合国における独立のための戦争の最終年の記録』を執筆した。1864年のバレー方面作戦のことが中心だった。この本は1867年に出版された。

#### 町の再建
町は州と民間の資金を組み合わせて再建された。多くの新しい建物が急速に建設され、当初は元有った標準には合わせていなかった。
町の住宅を南北戦争以前の戸数まで回復させるには30年間以上を要した。

#### 南北戦争で戦死した兵士の孤児のための最初の学校設立
戦死した北軍兵の子供2人がチェンバーズバーグ住人の戸口に来て食べ物を乞うことがあって、戦争孤児のためにペンシルベニア州では初の学校が創設された。州知事が最終的は州全体で69のそのような学校を設立した。チェンバーズバーグにあった最初の学校は、1890年代に「ベテランの子供たちのためのスコットランド学校」と改名された。
この学校は2010年まで運営されており、1万人以上の子供たちが育った。

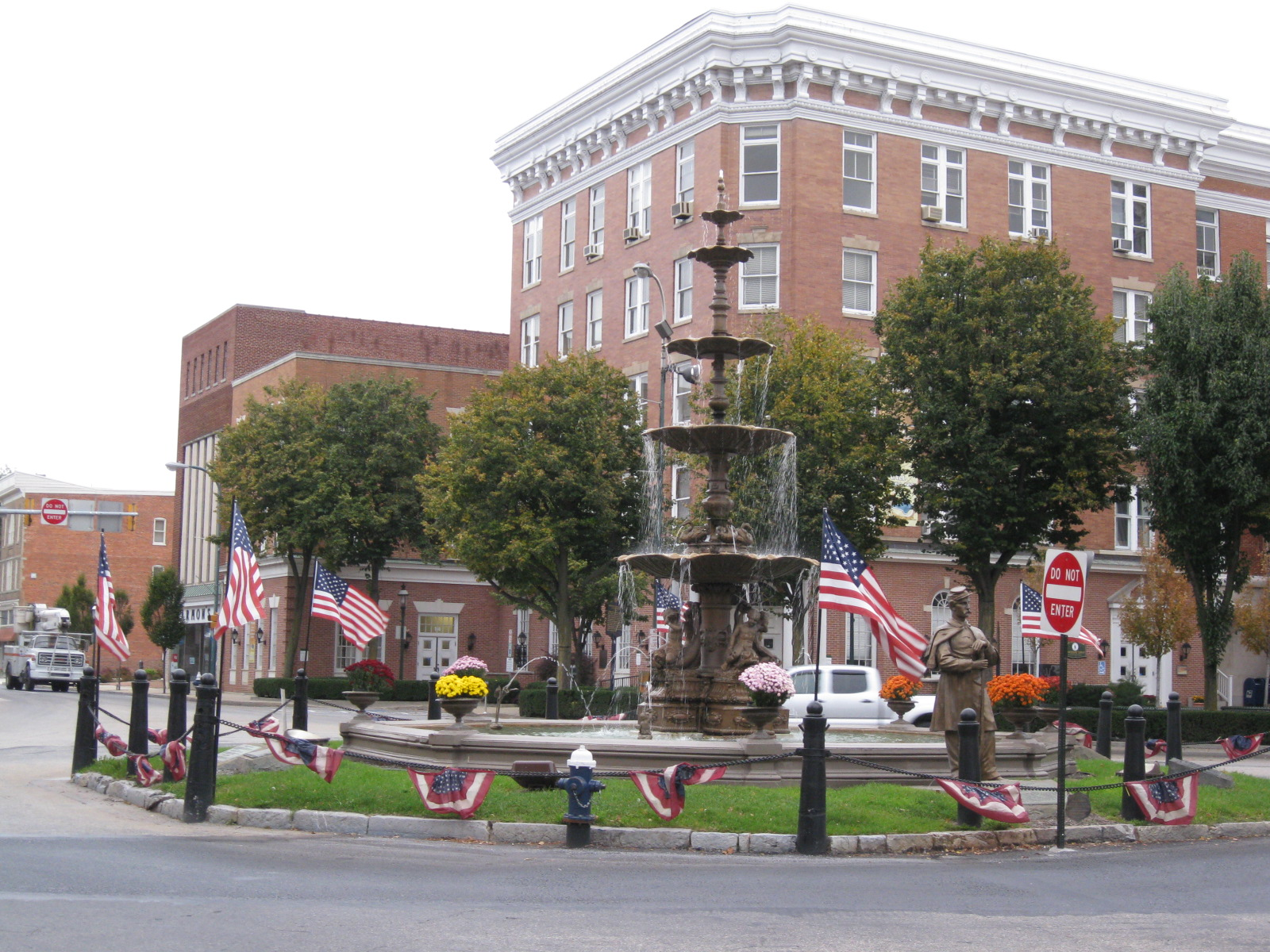
記念広場の噴水

#### 南北戦争の初期記念物
南北戦争の兵士を顕彰するためにダイアモンドの中央に建設された記念噴水は、1878年7月17日に1万5千人が見守る中で除幕された。
この噴水の隣に北軍兵士の彫像が立っており、南部からの襲撃者が戻って来るのを見張るために南を向いている。

#### 現代の記念
今日まで南北戦争中のチェンバーズバーグ焼き討ちが町の歴史を特徴づけるものとして残っており、毎年記念行事が開催されている。
最近では、住民が戦争の悲劇について歴史的に如何に認識し、反応して来たかを研究する対象になってきた。

### アメリカ合衆国国家歴史登録財
下表の場所がアメリカ合衆国国家歴史登録財に指定されている。

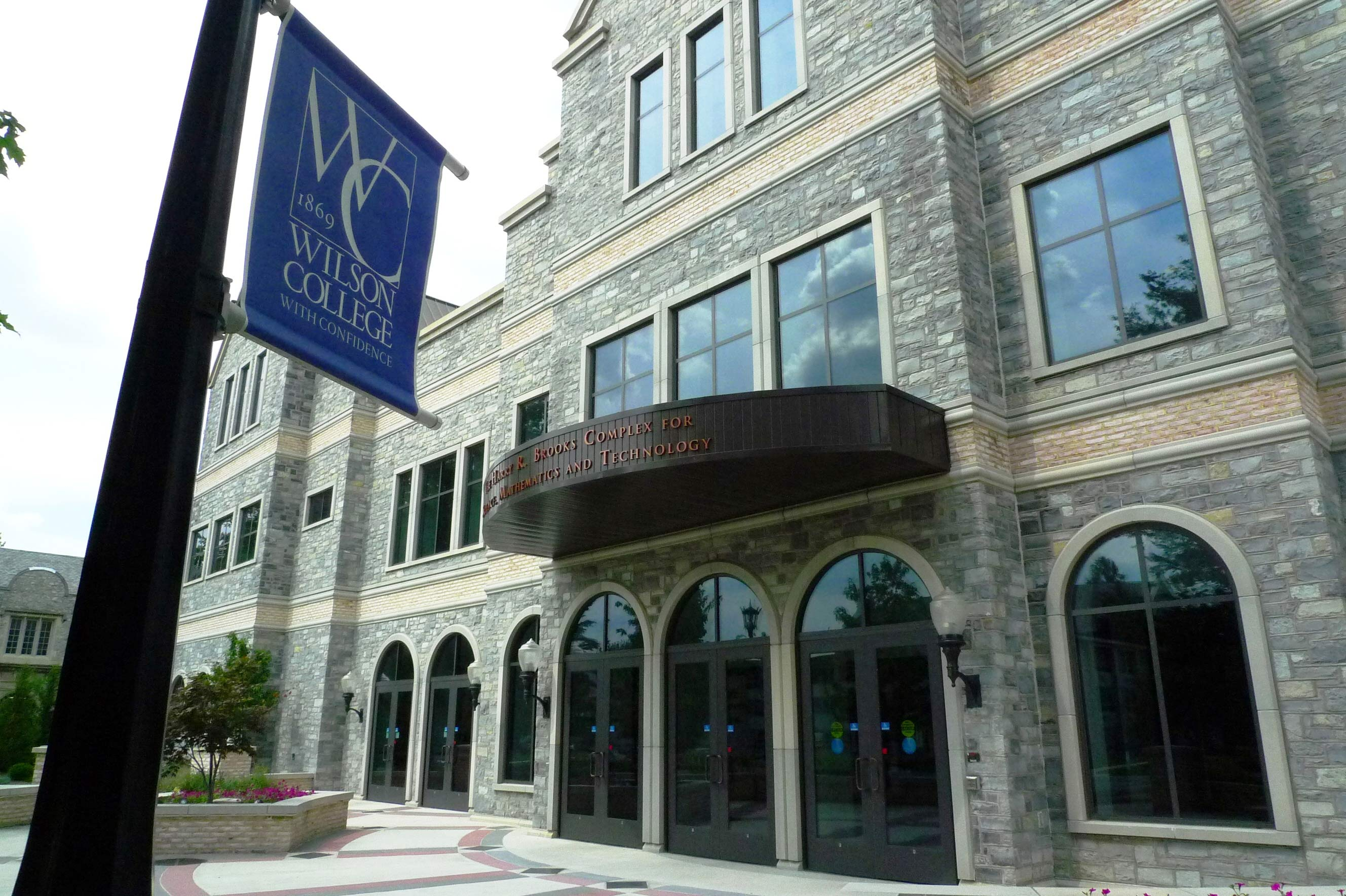
ウィルソン・カレッジ科学センター

| 名称                         | 所在地                                                             | 登録年 |
| ---------------------------- | ------------------------------------------------------------------ | ------ |
| ブラザートン農園             | チェンバーズバーグの南西、フォーリングスプリング道路沿い           | 1979年 |
| ジョン・ブラウン滞在家屋     | キング通り東225                                                    | 1970年 |
| チェンバーズバーグ歴史地区   | アメリカ国道11号線と同30号線（広さ2,320エーカー、9.4 km2、159棟）  | 1982年 |
| コールドブルック農園         | スプリングレーン955                                                | 1996年 |
| ジェイムズ・フィンリー家屋   | レターケニー陸軍補給所建物番号505号                                | 1974年 |
| フランクリン郡庁舎           | メインストリート北1、記念広場                                      | 1974年 |
| フランクリン郡監獄           | キング通りと2番通り交差点北西角                                    | 1970年 |
| ガス家屋                     | チェンバーズバーグ東、アメリカ国道30号線近く                       | 1977年 |
| ロッキースプリング長老派教会 | ロッキースプリング道路、ファンク道路の北西約0.5マイル (800 m)      | 1994年 |
| フリーメイソンのテンプル     | 2番通り南74                                                        | 1976年 |
| 記念噴水と彫像               | 記念広場                                                           | 1978年 |
| タウンハウス街               | メインストリート北57–85                                            | 1978年 |
| ウィルソン・カレッジ         | フィラデルフィア・アベニュー1015（広さ550エーカー、2.2 km2、17棟） | 1995年 |
| ザイオン改革派教会           | メインストリート南とリバティ通り西                                 | 1979年 |

## 地理
アメリカ合衆国国勢調査局に拠れば、領域全面積は6.8平方マイル (17.6 km2) であり、全て陸地である。標高は617フィート (188 m) である。アパラチア山脈に隣接するカンバーランド・バレーの中にある。カレドニア州立公園のすぐ外にある。この公園は広さ1,125エーカー (4.55 km2) あり、狩猟が行え、アパラチア・トレイルの一部となるハイキング道もある。チェンバーズバーグの郊外には広さ85,000エーカー (350 km2) のミショー州有林もある。
コノコチーグ・クリークはマスの生息する水流として著名であり、町の中央を流れている。ポトマック川の支流である。ポトマック川流域の北端が町の北数マイルにある。

### 気候
アメリカ合衆国エネルギー省に拠れば、チェンバーズバーグの気候は寒い。年間降水量は38インチ (970 mm) から42インチ (1,070 mm)である。湿潤大陸性気候区のなかでも暖かい位置にあり、夏は温暖湿潤気候の特性を示すが、大陸性の特性が優勢である。1月の平均気温は、最低が20°F (-7 ℃)、最高が37°F (3 ℃)である。7月の平均気温は、最低が62°F (17 ℃)、最高が85°F (29 ℃)である。

## 人口動態
以下は2000年国勢調査による人口統計データである。
| 基礎データ - 人口: 17,862 人 - 世帯数: 7,722 世帯 - 家族数: 4,386 家族 - 人口密度: 1,003.9人/km2（2,601.3 人/mi2） - 住居数: 8,305 軒 - 住居密度: 466.8軒/km2（1,209.5 軒/mi2） 人種別人口構成 - 白人: 86.43% - アフリカン・アメリカン: 7.56% - ネイティブ・アメリカン: 0.18% - アジア人: 0.87% - 太平洋諸島系: 0.05% - その他の人種: 3.08% - 混血: 1.83% - ヒスパニック・ラテン系: 6.38% 年齢別人口構成 - 18歳未満: 20.8% - 18-24歳: 9.1% - 25-44歳: 26.8% - 45-64歳: 20.6% - 65歳以上: 22.7% - 年齢の中央値: 40歳 - 性比（女性100人あたり男性の人口） - 総人口: 81.7 - 18歳以上: 77.1 | 世帯と家族（対世帯数） - 18歳未満の子供がいる: 24.1% - 結婚・同居している夫婦: 41.2% - 未婚・離婚・死別女性が世帯主: 11.7% - 非家族世帯: 43.2% - 単身世帯: 37.5% - 65歳以上の老人1人暮らし: 16.8% - 平均構成人数 - 世帯: 2.16人 - 家族: 2.83人 収入と家計 - 収入の中央値 - 世帯: 32,336米ドル - 家族: 40,352米ドル - 性別 - 男性: 31,803米ドル - 女性: 21,548米ドル - 人口1人あたり収入: 19,278米ドル - 貧困線以下 - 対人口: 12.9% - 対家族数: 9.8% - 18歳未満: 18.3% - 65歳以上: 9.1% |

## 経済

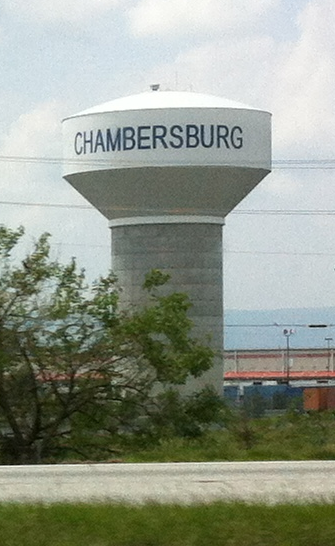
給水塔

チェンバーズバーグの周りは大きな農業社会であり、アーミッシュやメノナイトの家庭も多い。フランクリン郡最大の作物はトウモロコシであり、579の農家が29,916エーカー (121.07 km2) の農地で栽培している。小麦農家は344軒、大麦農家は299軒あり、合わせて14,063エーカー (56.91 km2) の農地がある。1997年フランクリン郡経済調査に拠れば、工業としては機械生産、金属加工、食品加工がある。賃金での最大分野はT・B・ウッズ Inc.、マニトウォック・クレーンなどの工業、小売業、医療と社会支援である。郊外部が成長しているが、地域経済の多くは現在も農業に依存している。
ウォルマートやロウズのような大規模小売店が地域に雇用機会と基本的な需要を提供している。アンカー店4店と小型店約50が入るチェンバーズバーグ・モールは、町の北約4マイル (6 km)、州間高速道路81号線沿いにある未編入村スコットランドにある。チェンバーズバーグの小売業は2006年から急速に成長しており、ターゲット、ペッツマート、マイケルズ、コールズが州間高速道路81号線に新設された出口17号近くに出店してきた。ソニック、スターバックス、TGIフライデーズ、レッドロビン、ファッドラッカーズ、ルビー・チューズデイ、パネラブレッド、チッポトル、テキサスロードハウス、オリーブガーデン、ロングホーン・ステーキハウスなど地域では新しい飲食店も出店して来た。
チェンバーズバーグが州間高速道路81号線に沿っていることで、ワシントンD.C.やボルチモア市から100マイル (160 km) 以内にあり、トラック運送、物流業が奨励されている。町の北5マイル (8 km)  にあるレターケニー陸軍補給所が大きな雇用主になっている。キャンプ・デービッドも主要雇用主である。2004年、チェンバーズバーグの一人当たり年収は28,208ドルだったが、全国平均の33,050ドルよりは低かった。

## 文化

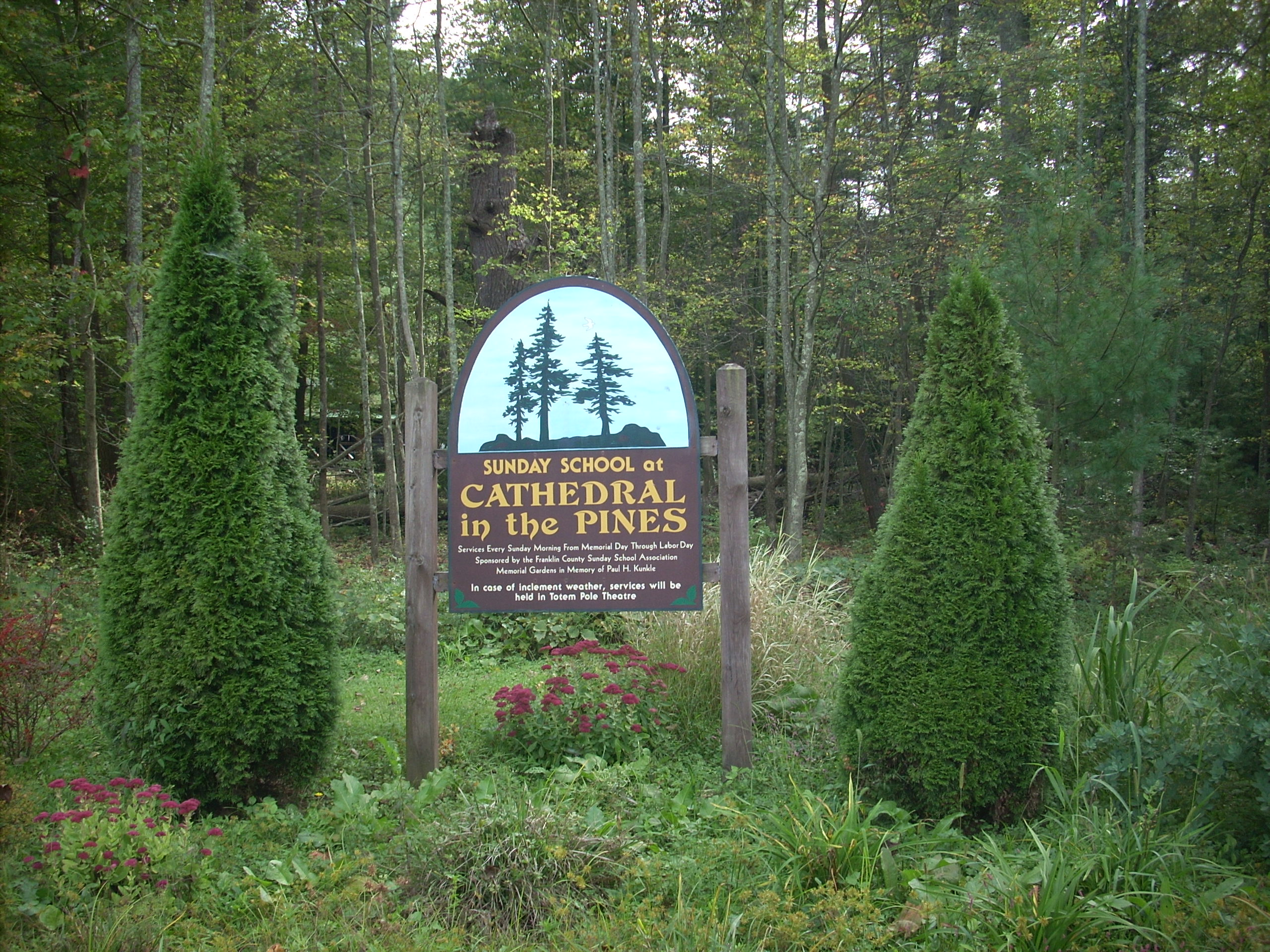
カレドニア州立公園

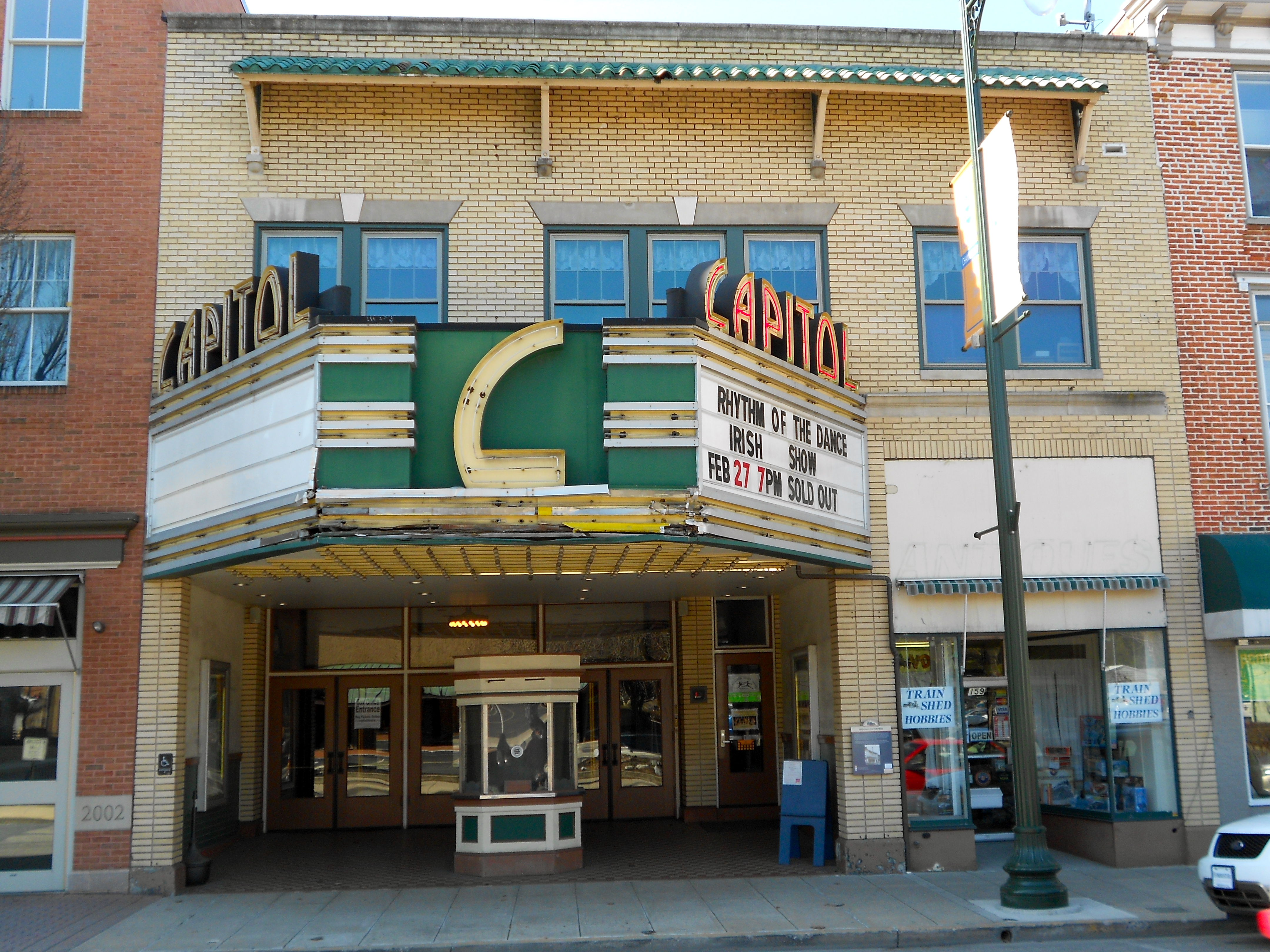
キャピトル劇場

チェンバーズバーグはスモールタウン・アメリカに属している。レクリエーションには狩猟、ヘニンガー・フィールドでの野球試合などスポーツイベント、高校のフットボール試合などがある。町ではプロのフットボールチーム、チェンバーズバーグ・カーディナルスがグリッドアイアン・デベロップメント・フットボールリーグで試合を行っている。地域の住人はピッツバーグ英語、すなわち中央ペンシルベニア方言を話し、「オー」と「イー」を強く発音する。カレドニア州立公園はアウトドア活動が盛んに行われ、特に7月4日は繁華である。
キャピトル劇場は1927年にメインストリートで映画館としてオープンした。2003年、キャピトル劇場センターとして再度オープンし、キャピトル劇場メインステージち公会堂、チェンバーズバーグ芸術委員会、カレドニア劇団、チェンバーズバーグ・バレー学校、チェンバーズバーグ・コミュニティ劇団が入っている。2009年、チェンバーズバーグは雑誌「ニューズマックス」の「アメリカの特徴ある都市と町25傑」に選ばれた。この記事は現CBSニュース旅行編集者のピーター・グリーンバーグが書いたものだった。グリーンバーグはその選定要因としてキャピトル劇場を挙げていた。
ウィルソン・カレッジにはカンバーランド・バレー音楽学校があり、様々な楽器に個人指導を行っている。幅広いレッスン、教室、ワークショップ、サマーキャンプがあり、またトムソン・ホールで多くのリサイタルやコンサートが開催されている。この学校は子供の合唱、コミュニティバンド、コミュニティ・オーケストラ、コンサート・ジャズバンド、50歳以上の成人のニューホライズンズ・バンドも後援している。
2001年、ジャーナリストのデイビッド・ブルックスがチェンバーズバーグとフランクリン郡を共和党の「赤い州」だと特徴づけた。ブルックスに拠れば、収入に関して明らかな不公平がほとんどなく、人々はその収入レベルによって所属階級を定義していない。仕事の倫理に価値をおき、反組合、反福祉、自由主義市場擁護、宗教的社会保守主義である。
| 「 | ペンシルベニア人がその州について語るジョークに、一端にフィラデルフィア、一端にピッツバーグがあり、その中間にアラバマがある、というものがある。フランクリン郡はアラバマの部分にある。土地の文化は、ワシントン、フィラデルフィア、ニューヨークよりもナッシュビル、ヒューストン、デイトナの影響を強く受け入れている。 フランクリン郡に見い出す保守主義はイデオロギーや反動的な保守主義ではない。それは気難しい保守主義である。人々は同意でき、公共性があり、親切なことに大きな価値を置く。継続性に価値を置き、過去を崇める。 | 」 |

## 地方政府
ボロの政府はペンシルベニア・ボロ法のもとに運営され、行政委員会は立法と行政の権限を持っている。その委員10人は5つの小選挙区から選ばれる。任期は4年間であり、2年毎に各区の1人が改選される。首長は警察署も管理し、委員会では票決同数の場合の決定票を投じる。政府の他の部門はボロ・マネジャーが監督している。
チェンバーズバーグはアメリカ合衆国下院議員ペンシルベニア第9選挙区に属している。

## 教育

### ウィルソン・カレッジ
ウィルソン・カレッジは私立、長老派教会系、教養型大学であり、1869年に女子大学で設立され、最初の主要な寄付者であるチェンバーズバーグのサラ・ウィルソンにちなんで名付けられた。学生数は800人であり、子供のいる女性、獣医学技工士、乗馬術のプログラムで知られている。かつては女子大だったが、現在は共学になった。2009年、チェンバーズバーグで最初の「グリーン」キャンパスビルをオープンした。この建物は科学技術部に属し、ロビーには滝が造られている。この滝は3階の床に始まり、地下室で終わっている。

### 公立学校
チェンバーズバーグ地域シニア高校は9年生から12年生約2,400人を教える公立学校であり、チェンバーズバーグと周辺のハミルトン、グリーン、ラーガン、レターケニー、ギルフォードから生徒を集めている。ミドルステイツ協会の認証を得ており、1955年から現在の校舎を使っている。
2011年8月まで、J・フランク・ファウスト・ジュニア高校が、チェンバーズバーグ地域教育学区の8年生と9年生を教える唯一の公立ジュニア高校だった。生徒数は約1,400人である。現在は北部地区の中学校となり、6年生から8年生を教えている。
チェンバーズバーグ地域中学校サウスが唯一の中学校だったが、2011年8月からチェンバーズバーグ南中学校となり、6年生から8年生を教えている。2001年から2002年の教育年度で、この中学校はアメリカ合衆国教育省からブルーリボン優秀賞を与えられた。これはアメリカの学校が与えられる最高の賞である。
フランクリン郡職業訓練センターもチェンバーズバーグにある。生徒や成人が通常の学校の基礎的な学科を学びながら専門的な職業訓練を受ける学校である。20ないし30の分野の訓練を行っている。このセンターに通う生徒は、6つの教育学区から来ている。
チェンバーズバーグ教育学区には小学校17校が含まれている。多くの学校では校舎が老朽化したり、空間が不足したために、改修、再建、あるいは閉鎖された。

### 退役兵の子供のためのスコットランド学校
退役兵の子供のためのスコットランド学校は州が所有する学校であり、退役兵あるいはアメリカ軍で現役任務にあるペンシルベニア州民の子供たちを、授業料無償で寄宿教育を行う施設である。始めは1863年に設立された。戦死した北軍兵の子供2人がチェンバーズバーグ住人の戸口に来て食べ物を乞うことがあって、この学校が設立された。この子供たちは当時の州知事アンドリュー・グレッグ・カーティンの家のドアを叩いた。カーティン知事とその妻は、南北戦争のために忘れられた人々、すなわち孤児となった兵士の子供たちの集団があることを認識した。カーティン知事は州全体に70の学校を設立し、「兵隊孤児の学校」と呼ばれるようになった。生徒が卒業していくと、学校の生徒会も縮小を始め、1895年には1校を残して全ての学校が閉鎖された。その1校がチェンバーズバーグのスコットランド地区にあった。その校名は退役兵の子供のためのスコットランド学校に変えられた。学校の目的はその後、退役兵が死んでいようと生きていようと、全ての退役兵の子弟を教育することに変えられた。この新しい目的と、校名が変更されたことで、学校の設立年は1895年に変えられた。チェンバーズバーグの北約4マイル (6 km)、未編入の村であるスコットランドにあり、3年生から12年生約300人の生徒を教えている。これまで1万人以上の生徒が育ってきた。広さ186エーカー (0.75 km2) のキャンパスには住居棟など約70の建物がある。2009年、州知事エド・レンデルがこの年の州予算からこの学校の資金を外したので、学校は閉鎖を迫られた。

### 私立学校
チェンバーズバーグにある私立学校は、コーパス・クリスティというカトリック系の学校があり、生徒数310人、教師数20人以上である。カンバーランド・バレー・クリスチャン学校は幼稚園から12年生までを教える私立クリスチャン学校である。これはオープンドア教会の系列であり、生徒数は約400人である。その他、チェンバーズバーグ・モンテッソリ学校（22か月の幼児から12年生、無宗派）、メノナイト、バプテスト、ブレスレン、キリスト教科学の各小学校もある。

### 図書館
コイル自由図書館は1891年からの歴史があり、地元の「アフタヌーンクラブ」が蔵書166冊で図書館を始めた。このクラブの会員ブランシェ・コイルが図書館の建物を建てるために1915年に30,435ドルを遺贈した。建物は2番通りとクイーン通りの角に1924年に完成した。後にフランクリン郡図書館の一部となり、郡と州から予算を受けるようになった。それでも「アフタヌーンクラブ」は1979年まで寄付を続けた。現在の建物は元の郵便局を使っている。

## メディア

### 新聞
「チェンバーズバーグ・パブリック・オピニオン」が町で発行される唯一の日刊紙であり、ウィークデイの発行部数は約17,000部である。1869年に発刊し、現在はガネットとメディアニューズ・グループが共同所有している。

### テレビとラジオ
チェンバーズバーグは周りを山地に取り囲まれているために、テレビの受信状態が悪い。チェンバーズバーグのWJALは家庭向けの番組を流し、ハリスバーグの公共放送局WITFは低出力送信機を使って中継している。フランクリン郡はハリスバーグテレビ市場に入っている。ハリスバーグで放送されるテレビは全て受信できる。WHTMはチェンバーズバーグで初めて設立された全国ネットワーク系列のテレビ局だった。メリーランド州ヘイガーズタウンから放送されるものもある。
チェンバーズバーグはウェインズボロやヘイガーズタウンと共に国内第165位のラジオ市場を共有している。

## 姉妹都市
- 日本、静岡県、御殿場市

## 著名な出身者
- ネリー・フォックス、メジャーリーグベースボール選手、アメリカ野球殿堂入り、町のすぐ西にあるセントトマス・タウンシップで生まれ育った